# P&G Taiwan Women's Tennis Open 1993
P&G Taiwan Women's Tennis Open 1993 — жіночий тенісний турнір, що проходив на відкритих кортах з твердим покриттям Taipei Municipal Tennis Court у Тайбеї (Республіка Китай). Належав до турнірів 4-ї категорії в рамках Туру WTA 1993. Відбувсь ушосте і тривав з 5 жовтня до 10 жовтня 1993 року. Перша сіяна Ван Ші-тін здобула титул в одиночному розряді й отримала 18 тис. доларів США.

## Фінальна частина

### Одиночний розряд
Ван Ші-тін —  Лінда Гарві-Вілд 6–1, 7–6(7–4)
- Для Ван це був 2-й титул в одиночному розряді за рік і за кар'єру.

### Парний розряд
Яюк Басукі /  Міягі Нана —  Джо-Анн Фолл /  Крістін Редфорд 6–4, 6–2
- Для Басукі це був 2-й титул в парному розряді за сезон і за кар'єру. Для Міяґі це був 2-й титул в парному розряді за сезон і 4-й — за кар'єру.